# Motoki Nishimura
Motoki Nishimura (jap. 西村 昌樹 Nishimura Motoki; ur. 8 czerwca 1947 w prefekturze Chiba) – japoński judoka. Brązowy medalista olimpijski z Monachium 1972, w wadze ciężkiej.
Wygrał mistrzostwa Azji w 1970 i uniwersjadę w 1967 roku.

## Letnie Igrzyska Olimpijskie 1972
| Konkurencja | Eliminacje           | Eliminacje             | Repasaże                 | Repasaże                     | Finały            | Klas. końcowa |
| Konkurencja | Przeciwnik I         | Przeciwnik II          | Przeciwnik I             | Przeciwnik II                | Półfinał          | Miejsce       |
| ----------- | -------------------- | ---------------------- | ------------------------ | ---------------------------- | ----------------- | ------------- |
| +93 kg      | Pierre Paris (SUI) Z | Giwi Onaszwili (USR) P | M’Bagnick M’Bodj (SEN) Z | Jean-Claude Brondani (FRA) Z | Wim Ruska (NED) P | 3.            |